# Palladis Tamia
Palladis Tamia, sottotitolato Wits Treasury, è un libro scritto nel 1598 da Francis Meres ricordato per contenere la prima descrizione critica delle poesie e delle prime opere teatrali di William Shakespeare. L'opera è stata iscritta nello Stationers' Register il 7 settembre 1598.
Il Palladis Tamia contiene riflessioni critiche e morali riprese da diverse fonti e include inoltre sezioni relative alla letteratura, alla filosofia, alla musica e alla pittura. La parte intitolata Comparative Discourse of our English poets with the Greeke, Latin, and Italian poets tratta dei poeti inglesi da Geoffrey Chaucer sino a quelli contemporanei a Mares, e li confronta ciascuno con gli autori classici del passato. Su questa parte del libro ha influito parzialmente il trattato The Arte of English Poesie (1598) di George Puttenham anche se Meres amplia il numero di poeti analizzati concentrandosi anche sui poeti contemporanei all'epoca dello scrittore.
Il libro venne riedito nel 1634 come libro scolastico e venne parzialmente inserito all'interno degli Ancient Critical Essays (1811) di Joseph Haslewood, degli English Garner (1877-1890) di Edward Arber e degli Elizabethan Critical Essays (1904) di George Gregory Smith. L'opera era inoltre la seconda di quattro brevi volumi raccolti sotto l'unico titolo di Wits Commonwealth; il primo di questi era intitolato Politeuphuia: Wits Commonwealth (1597), attribuito a John Bodenham o a Nicholas Ling, quest'ultimo già editore del volume stesso. Il terzo volume era Wits Theater of the Little World (1599), dedicato a Bodenham e variamente accreditato a quest'ultimo, a Robert Allott o a Nicholas Ling. Il quarto e ultimo volume era intitolato Palladis Palatium: wisedoms pallace. Or The fourth part of Wits commonwealth (1604), pubblicato in forma anonima ma attribuito a William Wrednott nel Stationers' Register.

## Significato del titolo
Palladis Tamia tradotto letteralmente significa La massaia di Pallade. Tamia è una parola greca che indica una schiava con mansioni da domestica, ma è più probabile che questo termine sia stato usato in questo caso da Meres per indicare il tamias, cioè un magistrato con funzioni da tesoriere, suggerendo quindi con una metonimia il "tesoro" citato nel sottotitolo dell'opera. Palladis è invece il genitivo del termine latino Pallas, appellativo di Atena. Di conseguenza, il titolo Palladis Tamia indica il "tesoriere" o "dispensatore di sapienza", virtù simboleggiata infatti dalla dea Atena.

## Citazioni su Shakespeare

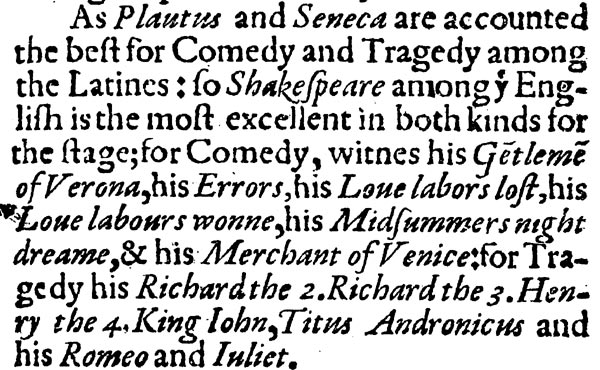
Estratto dal Palladis Tamia (1598) in cui Meres elenca dodici opere teatrali di Shakespeare

Nella sezione intitolata Comparative Discourse Meres elenca in un passaggio dodici opere teatrali di Shakespeare, sei commedie (I due gentiluomini di Verona, La commedia degli errori, Pene d'amor perdute, Pene d'amor vinte, Sogno di una notte di mezza estate e Il mercante di Venezia) e sei tragedie (Riccardo II, Riccardo III, le due parti dell'Enrico IV, Re Giovanni, Tito Andronico e Romeo e Giulietta), datando quindi la loro composizione prima del 1598. È necessario però dire che non c'è modo di sapere se Meres avesse la conoscenza di tutte le opere scritte da Shakespeare o se avesse voluto fare un elenco completo di tutte le sue opere teatrali; è comunque assodato che abbia tralasciato La bisbetica domata (1590-91) e le tre parti dell'Enrico VI, trilogia che la maggior parte dei critici credono essere stata scritta nel 1591, sette anni prima del Palladis Tamia.

## Citazioni su Marlowe
Nel Comparative Discourse Meres descrive la "tragica morte" ("tragicall death") del "nostro poeta tragico" ("our tragicall poet") Christopher Marlowe che "è stato pugnalato a morte da un osceno servitore, rivale nel suo osceno amore" ("was stabd to death by a bawdy seruing man, a riuall of his in his lewde loue"). Questa affermazione implica che Marlowe venne ucciso in una rissa con un rivale in amore, anche se il termine "rival" può anche significare "compagno", quindi lo stesso servitore sarebbe l'innamorato. La citazione di Meres sulla morte di Marlowe è la seconda conosciuta, preceduta solo da quella contenuta nel Theatre of God's Judgements (1597) del teologo Thomas Beard. Solo nel 1925 grazie alle ricerche dello studioso Leslie Hotson fu possibile ricostruire la vicenda della morte di Marlowe.